# Supremia Grup
Supremia Grup este o companie din industria alimentară din România.
Compania are ca domeniu de activitate importul, producția și distribuția ingredientelor pentru industria alimentară.
Grupul Supremia a fost înființat în anul 2000 cu capital integral românesc și este deținut de Levente Hugo Bara Alba Iulia.
Grupul are sediul central în Alba Iulia și puncte de lucru în București și Bacău.
Supremia Grup figurează în prezent ca SOLINA ROMANIA.

## Informații financiare[3]
| Ani  | Venituri  | Cheltuieli | Profit   | Inventar | Rezerve | Creanțe  | Datorii  | Banca și numerar | Angajați |
| ---- | --------- | ---------- | -------- | -------- | ------- | -------- | -------- | ---------------- | -------- |
| 2021 | 150666828 | 150185086  | 687850   | 39927489 | 1433806 | 21453449 | 75136818 | 1370317          | 236      |
| 2020 | 133546006 | 131577690  | 2122810  | 23542706 | 683711  | 18705763 | 34820165 | 2379242          | 242      |
| 2019 | 225092811 | 208752447  | 16508326 | 27283083 | 652135  | 26088658 | 44768607 | 4215111          | 259      |
| 2018 | 207905513 | 181575943  | 21922081 | 32258670 | 664579  | 38101799 | 62266582 | 4539100          | 271      |
| 2017 | 208830203 | 192212598  | 11768671 | 29904727 | 463679  | 34219181 | 80763575 | 4117532          | 287      |
| 2016 | 210063646 | 191243584  | 12873395 | 33688395 | 483231  | 33075925 | 83577815 | 1884604          | 298      |